# The Valley (album Eisley)
The Valley – trzeci studyjny album zespołu Eisley, wydany 1 marca 2011 roku przez wytwórnię Equal Vision Records. Nagrania do albumu odbywały się w Rosewood Studios w Tyler w stanie Teksas.
W marcu 2011 album zajął 80 pozycję w rankingu Billboard 200.

## Lista utworów
1. "The Valley" – 3:16
2. "Smarter" – 3:17
3. "Watch It Die" – 3:10
4. "Sad" – 3:19
5. "Oxygen Mask" – 3:22
6. "Better Love" – 3:19
7. "I Wish" - 3:54
8. "Kind" - 3:04
9. "Mr. Moon" - 3:54
10. "Please" - 3:30
11. "Ambulance" - 4:00